# Alenka Čebašek
Alenka Čebašek (* 24. April 1989 in Kranj) ist eine ehemalige slowenische Skilangläuferin.

## Werdegang
Čebašek lief im Januar 2006 erstmals in St. Ulrich am Pillersee im Alpencup und belegte dabei den 55. Platz über 5 km klassisch. Ihr erstes Weltcuprennen lief sie im Dezember 2009 in Rogla, welches sie auf dem 56. Platz im Sprint beendete. In der Saison 2010/11 erreichte sie mit zwei zweiten und zwei dritten Plätzen ihre ersten Podestplatzierungen im Alpencup und errang damit den neunten Platz in der Gesamtwertung. Ihre ersten Weltcuppunkte gewann sie im Februar 2011 in Rybinsk mit dem 13. Rang im Sprint. Bei der nordischen Skiweltmeisterschaft 2011 in Oslo belegte sie den 46. Platz über 10 km klassisch und den 19. Rang im Sprint. Im Februar 2012 erreichte sie in Szklarska Poręba mit dem 12. Rang, ihr bis dahin bestes Weltcupeinzelergebnis. Im folgenden Monat holte sie in Rogla und in Toblach ihre ersten Alpencupsiege. Zudem wurde sie zweimal Dritte und erreichte in der Gesamtwertung des Alpencups den achten Platz. Bei der Nordic Opening in Kuusamo zu Beginn der Saison 2012/13 belegte sie den 63. Rang. Im weiteren Saisonverlauf  erreichte sie vier Podestplatzierungen davon ein Sieg im Alpencup und errang damit den 13. Platz in der Alpencupgesamtwertung. Ihre besten Resultate bei den nordischen Skiweltmeisterschaften 2013 im Val di Fiemme waren der 37. Rang im Sprint und der 14. Platz mit der Staffel. Nach Platz 31 bei der Nordic Opening in Kuusamo zu Beginn der Saison 2013/14, kam sie im Weltcup achtmal in die Punkteränge. Bei der Tour de Ski 2013/14, die sie nicht beendete, erreichte sie mit dem achten Platz beim Prologrennen ihr bis dahin bestes Einzelergebnis im Weltcup. Ihre besten Ergebnisse bei den Olympischen Winterspielen 2014 in Sotschi waren der 17. Platz im Sprint und der zehnte Rang im Teamsprint. Im März 2014 holte sie in Valdidentro ihren vierten Sieg im Alpencup. Die Saison 2013/14 beendete sie auf dem 55. Rang in der Weltcupgesamtwertung. In der folgenden Saison kam sie im Weltcup 15-mal in die Punkteränge, darunter Platz 24 bei der Nordic Opening in Lillehammer. In der Saison 2015/16 errang sie den 39. Platz bei der Nordic Opening in Ruka und den 30. Rang bei der Ski Tour Canada. Ihre beste Einzelplatzierung der Saison im Weltcup war der zehnte Platz bei der 5-km-Etappe in Ruka. Im folgenden Jahr belegte sie bei den nordischen Skiweltmeisterschaften 2017 in Lahti den 39. Platz im Skiathlon, den 18. Rang im Sprint und den 13. Platz mit der Staffel. In der Saison 2017/18 errang sie den 55. Platz beim Ruka Triple und den 51. Platz beim Weltcupfinale in Falun. Ihre besten Ergebnisse bei den Olympischen Winterspielen 2018 in Pyeongchang waren der 12. Platz über 10 km Freistil und der sechste Rang zusammen mit Anamarija Lampič im Teamsprint.
In der Saison 2018/19 belegte Čebašek den 35. Platz beim Lillehammer Triple und den 21. Rang bei der Tour de Ski 2018/19 und erreichte damit den 34. Platz im Gesamtweltcup. Zudem erreichte sie in Dresden mit dem sechsten Platz im Sprint ihr bestes Ergebnis im Weltcupeinzel. Beim Saisonhöhepunkt, den nordischen Skiweltmeisterschaften 2019 in Seefeld in Tirol, lief sie auf den 36. Platz im Skiathlon, auf den 27. Rang im Sprint und auf den neunten Platz mit der Staffel. Letztmals im Weltcup startete sie im Dezember 2019 in Planica, wobei sie den 20. Platz im Sprint und den 15. Platz im Teamsprint errang.

## Erfolge

### Siege  bei Continental-Cup-Rennen
| Nr. | Datum            | Ort         | Disziplin       | Serie    |
| --- | ---------------- | ----------- | --------------- | -------- |
| 1.  | 10. März 2012    | Rogla       | 5 km Freistil   | Alpencup |
| 2.  | 16. März 2012    | Toblach     | 2,5 km Freistil | Alpencup |
| 3.  | 15. Februar 2013 | Rogla       | 2,5 km Freistil | Alpencup |
| 4.  | 14. März 2014    | Valdidentro | 2,5 km Freistil | Alpencup |

## Teilnahmen an Weltmeisterschaften und Olympischen Winterspielen

### Olympische Spiele
- 2014 Sotschi: 9. Platz Teamsprint klassisch, 17. Platz Sprint Freistil
- 2018 Pyeongchang: 6. Platz Teamsprint Freistil, 8. Platz Staffel, 12. Platz 10 km Freistil, 30. Platz Sprint klassisch

### Nordische Skiweltmeisterschaften
- 2011 Oslo: 19. Platz Sprint Freistil, 46. Platz 10 km klassisch
- 2013 Val di Fiemme: 14. Platz Staffel, 37. Platz Sprint klassisch, 42. Platz 10 km Freistil
- 2017 Lahti: 13. Platz Staffel, 18. Platz Sprint Freistil, 39. Platz 15 km Skiathlon
- 2019 Seefeld in Tirol: 9. Platz Staffel, 27. Platz Sprint Freistil, 36. Platz 15 km Skiathlon

## Platzierungen im Weltcup

### Weltcup-Statistik
Die Tabelle zeigt die erreichten Platzierungen im Einzelnen.
- 1.–3. Platz: Anzahl der Podiumsplatzierungen
- Top 10: Anzahl der Platzierungen unter den ersten zehn
- Punkteränge: Anzahl der Platzierungen innerhalb der Punkteränge
- Starts: Anzahl gelaufener Rennen in der jeweiligen Disziplin
- Hinweis: Bei den Distanzrennen erfolgt die Einordnung gemäß FIS.

| Platzierung         | Distanzrennen a | Distanzrennen a | Distanzrennen a | Distanzrennen a | Distanzrennen a | Skiathlon Verfolgung | Sprint | Etappen- rennen b | Gesamt | Team   | Team    |
| Platzierung         | ≤ 5 km          | ≤ 10 km         | ≤ 15 km         | ≤ 30 km         | > 30 km         | Skiathlon Verfolgung | Sprint | Etappen- rennen b | Gesamt | Sprint | Staffel |
| ------------------- | --------------- | --------------- | --------------- | --------------- | --------------- | -------------------- | ------ | ----------------- | ------ | ------ | ------- |
| 1. Platz            |                 |                 |                 |                 |                 |                      |        |                   |        |        |         |
| 2. Platz            |                 |                 |                 |                 |                 |                      |        |                   |        |        |         |
| 3. Platz            |                 |                 |                 |                 |                 |                      |        |                   |        |        |         |
| Top 10              | 2               |                 |                 |                 |                 |                      | 2      |                   | 4      | 5      | 2       |
| Punkteränge         | 9               | 8               | 2               |                 |                 | 7                    | 51     | 3                 | 80     | 11     | 5       |
| Starts              | 14              | 31              | 5               | 1               |                 | 26                   | 77     | 9                 | 163    | 11     | 5       |
| Stand: Karriereende |                 |                 |                 |                 |                 |                      |        |                   |        |        |         |

### Weltcup-Gesamtplatzierungen
| Saison  | Gesamt | Gesamt | Distanz | Distanz | Sprint | Sprint |
| Saison  | Punkte | Platz  | Punkte  | Platz   | Punkte | Platz  |
| ------- | ------ | ------ | ------- | ------- | ------ | ------ |
| 2010/11 | 20     | 83.    | -       | -       | 20     | 57.    |
| 2011/12 | 62     | 58.    | -       | -       | 62     | 34.    |
| 2012/13 | 22     | 90.    | 8       | 76.     | 14     | 60.    |
| 2013/14 | 90     | 55.    | 34      | 50.     | 56     | 41.    |
| 2014/15 | 148    | 44.    | 64      | 40.     | 70     | 31.    |
| 2015/16 | 138    | 37.    | 62      | 33.     | 72     | 29.    |
| 2016/17 | 73     | 60.    | 37      | 53.     | 36     | 40.    |
| 2017/18 | 60     | 62.    | -       | -       | 60     | 33.    |
| 2018/19 | 214    | 34.    | 70      | 40.     | 104    | 30.    |
| 2019/20 | 11     | 93.    | -       | -       | 11     | 64.    |